# Jay Manalo
Jay Lan Manalo (nacido el 30 de enero de 1976) más conocido como Jay Manalo, es un actor filipino de ascendencia filipina-vietnamita. Aunque nació en Saigón, Vietnam, fue criado en Tondo, Manila, Filipinas.
Cine
Su debut en el cine fue a través de la película de acción Brat Pack de en 1994, protagonizada por Arman Menguito. Se convirtió en un líder en su segunda película, Paracale Gang, que fue lanzado en 1996 y seguida por la película Rangers Urbanos. Ese mismo año, hizo un cambio de acción para la sexy papeles cuando protagonizó la película Gayuma opuesta Aira Marie Nadurata. La posesión de aspecto juvenil y un atractivo sexual supuración, se convirtió en un elemento básico de películas atractivas en las Filipinas, con la película Totoy Mola empujándolo al estrellato sexy.
Después Totoy Mola, jugó el plomo en "gestos audaces" como Kool Ka Lang, Kaliwat Kanan, Sakit sa Katawan, Bayad Puri, Bawal na Halik y Balahibong Pusa. Por la vuelta del siglo, sus papeles se habían vuelto más grave y dramática. Sus últimas actuaciones han sido bien recibidas por la crítica de cine, y ha ganado varios premios de interpretación en las Filipinas. Algunos de sus retratos son notables en las películas Prosti, Bayaran, Ang Huling Birhen sa Lupa, Hubog, Aishite Imasu 1941: Mahal Kita y Mano Po 3: Mi Amor. Incursionó en otros géneros cinematográficos, habiendo protagonizado recientemente en comedias como I Will Survive y Ako esposa legal y en la fantasía / películas de terror como Gagamboy, Feng Shui, y su última película Barang.
Él tiene un papel de voz en Urduja protagonizada Regine Velasquez, Cesar Montano, Eddie García y Johnny Delgado.
Luego de su última película en 2011 Shake, Rattle & Roll 13 Mar como en el Episodio Rain Rain Go Away.
Televisión
Jay Manalo ha sido parte del elenco de la telenovela. Su carrera en la televisión comenzó con el jabón de primera categoría en 1997, Mula Sa Puso, (ABS-CBN), protagonizada por Claudine Barretto. Él siguió con otras apariciones en jabones como Pangako Sa 'Yo (ABS-CBN) y Kung Mawawala Ka (GMA Network).
Su primer papel importante en la televisión es su papel en la telenovela, Vietnam Rose en ABS-CBN en 2005. Él juega Miguel, un empresario vietnamita que era Carina (interpretado por Maricel Soriano) primer amor. Aunque las actuaciones de los actores estaban bien citados por los críticos, las votaciones fueron decepcionantes. Después de Vietnam Rose, que estaba incluido en el elenco de adaptación televisiva de GMA de Bakekang. Jugó Christoph, un actor y un interés del amor de la protagonista, Bakekang, interpretado por Sol Dizon y Valeria, interpretada por Sheryl Cruz. Bakekang convirtió en uno de los programas de mayor audiencia en las Filipinas. Recientemente protagonizó su nueva serie de acción y aventura en GMA titula Zaido: Pulis Pangkalawakan como Drigo, una versión filipina de Hessler de Shaider.
Manalo fue visto por última vez en el teleserye Isang Dakot Na Luha en TV5.